# 京急ニュータウン
京急ニュータウン（けいきゅうニュータウン）とは、京浜急行電鉄が開発した日本のニュータウンで、おもに神奈川県に所在する。

## 京急ニュータウン

### 三浦市
京急ニュータウン (三浦市)（京急ニュータウン三浦海岸・京浜急行電鉄三浦海岸分譲地・分譲住宅）が初声町下宮田にある。1992年（平成4年）から開発

### 横須賀市
京急ニュータウン観音崎や、野比に京急ニュータウンマリンヒル横須賀野比（京浜急行電鉄横須賀野比分譲地・分譲住宅）1994年（平成6年）、京急ニュータウン野比海岸（京浜急行電鉄野比海岸分譲地・分譲住宅）1997年（平成9年）がある

### 横浜市

#### 金沢区
1983年（昭和58年）から京急ニュータウン金沢能見台（京浜急行電鉄金沢能見台分譲地・分譲住宅）と1990年以降は京急ニュータウン富岡（富岡西）を建設。

#### その他
京急ニュータウン港南（第1期～第3期）・京急オークルタウン南舞岡分譲住宅、2007年（平成19年）。戸塚区南舞岡と港南区日限山にまたがるニュータウン。隣接して舞岡公園がある。

## その他
京浜急行電鉄は、首都圏の大手私鉄では戦前から分譲住宅地の開発などを展開していたが、これらでは現在では京急不動産とともに、沿線開発での京急ニューシティや、自社沿線外の戸建住宅街シリーズ「プライムアベニュー」などを展開する。
- 京急富岡桜が丘分譲住宅（横浜市金沢区富岡西、1986年）
- パームヒルズ京急富岡（横浜市磯子区杉田）
- 葉山しおさいの丘分譲住宅（神奈川県葉山町、1997年）
- 京急葉山分譲宅地（三浦郡葉山町下山口字白石）
- 京急湘南山手分譲地・分譲住宅（神奈川県横須賀市、2000年）
- 京急横浜矢向分譲住宅（横浜市鶴見区、2005年）
- 京急ベイビレジ（油壺神奈川県三浦市三崎町諸磯）
- 京急蔵王エコーランド（宮城県刈田郡蔵王町遠刈田温泉　京急開発株式会社）
- ファーモ横浜三ツ境（横浜市瀬谷区三ツ境）
- 京急市川菅野分譲地・分譲住宅（千葉県市川市菅野 1999～2000年）
- 京急ニューシティ湘南大津の丘分譲地・分譲住宅（横須賀市、2002年）
- 京急ニューシティ湘南佐島なぎさの丘分譲地・分譲住宅（横須賀市、2007年）